# شون دوهرتي
شون دوهرتي (بالإنجليزية: Sean Doherty)‏ هو متسابق بياثل أمريكي، ولد في 8 يونيو 1995 في نورث كونواي (نيوهامبشير) في الولايات المتحدة.

## وصلات خارجية
- شون دوهرتي على موقع IBU (الإنجليزية)
- شون دوهرتي على موقع الاتحاد الدولي للتزلج (التزلج الريفي) (الإنجليزية)
- شون دوهرتي على موقع اللجنة الأولمبية الدولية (الإنجليزية)
- شون دوهرتي على موقع أوليمبيديا (الإنجليزية)
- شون دوهرتي على موقع اللجنة الأولمبية والبارالمبية الأمريكية (الإنجليزية)